# Phosphorylcholin
Phosphorylcholin (auch Phosphocholin oder Cholinphosphat) ist ein phosphoryliertes Derivat von Cholin, das in Lebewesen verbreitet vorkommt und wichtige biologische Funktionen einnimmt.

## Vorkommen

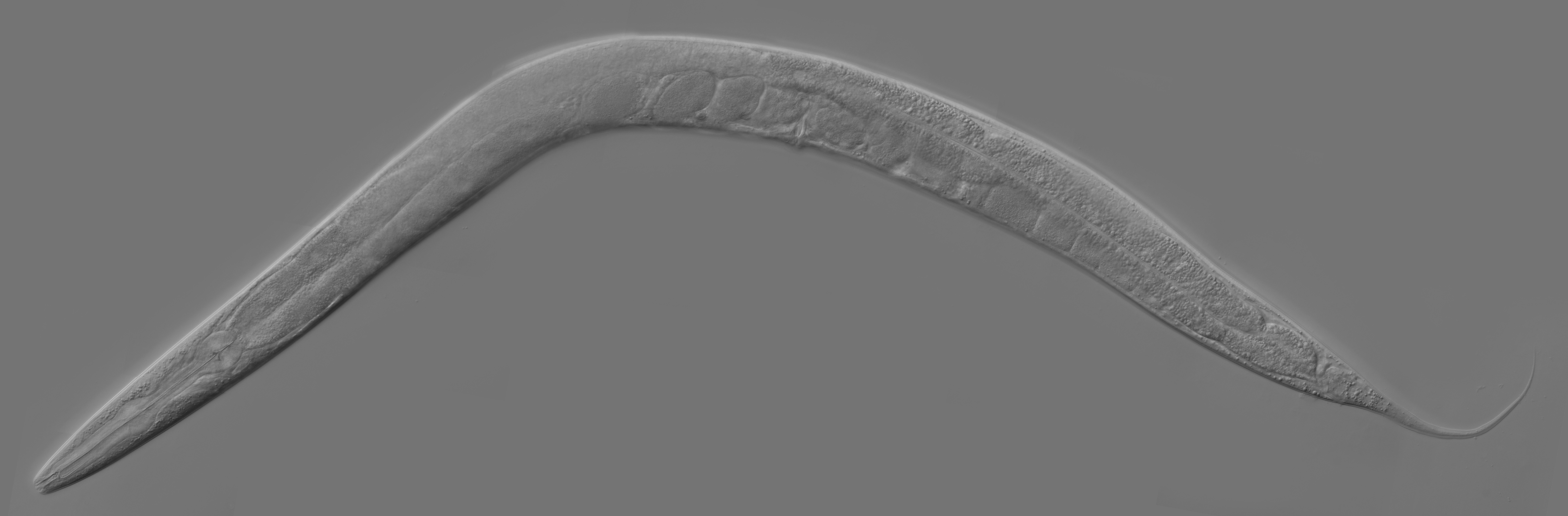
Phosphorylcholin spielt eine wichtige Rolle der Interaktion von Parasiten wie Caenorhabditis elegans mit ihrem Wirt.

Phosphorylcholin ist ein wichtiges Intermediat in der Biosynthese von Phospholipiden, zum Beispiel von Phosphatidylcholin über den CDP-Cholin-Syntheseweg. Es wird durch die Phosphocholin-Cytidyl-Transferase zum Cytidindiphosphocholin umgesetzt, welches die direkte Vorstufe von Phosphatidylcholin ist. Bei der Biosynthese von Sphingomyelinen wird im letzten Schritt Phosphorylcholin von Phosphatidylcholin auf Ceramide übertragen. Im Vergleich zu den Vorkommen in Phospholipiden enthalten Zellen nur geringe Mengen an freiem Phosphorylcholin.
Phosphorylcholin spielt auch eine Rolle bei posttranslationalen Modifikationen von Proteinen. In Parasiten, insbesondere Nematoden (z. B. Caenorhabditis elegans) wurde nachgewiesen, dass diese einen immunomodulatorischen Effekt haben, der es den Parasiten ermöglicht, einer Immunantwort zu entgehen. Solche Modifikationen wurden auch bei Hormonen in der Plazenta von Menschen und Ratten gefunden. Es wird angenommen, dass sie eine Abstoßung der Plazenta durch das mütterliche Immunsystem verhindern.
Bei Erkrankungen durch Clostridium perfringens katalysiert das Clostridium perfringens α-Toxin die Hydrolyse von Phosphatidylcholin, wobei Phosphorylcholin freigesetzt wird. Außerdem kommt es in Teichonsäuren vor, beispielsweise bei Pneumokokken.

## Biosynthese
Ein Syntheseweg läuft über die Phosphorylierung von Cholin durch Cholin-Kinasen. Ein alternativer Syntheseweg, der bei Pflanzen, Nematoden und Plasmodium vorkommt, läuft über die Methylierung von Phosphoethanolamin.

## Verwendung
In der Veterinärmedizin eignet sich Phosphorylcholin als Biomarker zur Früherkennung von Ketose bei Milchkühen. Dabei wird das Verhältnis von Phosphorylcholin und Glycerophosphocholin in der Milch mittels NMR gemessen.